# Michał Kaczmarek (poseł)
Michał Kaczmarek (ur. 13 września 1949 w Oleśnicy) – polski polityk, poseł na Sejm III i IV kadencji.

## Życiorys
Ukończył w 1990 studia na Wydziale Społeczno-Politycznym Akademii Nauk Społecznych. Pracował w zakładach przemysłowych. Został też prezesem Polskiego Związku Baseballu i Softballu.
Do Polskiej Zjednoczonej Partii Robotniczej należał w latach 1980–1990. Był autorem nazwy powstałej po rozwiązaniu PZPR partii Socjaldemokracja Rzeczypospolitej Polskiej. Wszedł w skład władz krajowych SdRP. W 1999 został członkiem rady krajowej Sojuszu Lewicy Demokratycznej. W 1997 i 2001 z ramienia SLD uzyskiwał mandat poselski z okręgów płockiego i sieradzkiego. W marcu 2004 przeszedł do Socjaldemokracji Polskiej. W 2005, 2007 i 2011 bez powodzenia kandydował w wyborach parlamentarnych (ostatnim razem do Senatu, wcześniej do Sejmu).
W latach 1994–1998 zasiadał w radzie miejskiej w Kutnie. Później do 2001 był wiceprzewodniczącym sejmiku łódzkiego, ponownie został radnym sejmiku w 2006. W 2008 przeszedł do klubu radnych Platformy Obywatelskiej. Przystąpił również do tej partii. W 2010 nie uzyskał reelekcji w wyborach samorządowych, w 2014 nie zdobył mandatu w radzie Kutna. W 2024 wystartował do sejmiku z ramienia Koalicji Obywatelskiej.